# 세계 주니어 컬링 선수권 대회
세계 주니어 컬링 선수권 대회(World Junior Curling Championships)는 매년 21세 이하의 세계 최고의 컬링 선수들이 참가하는 컬링 대회이다. 남자 대회는 1975년부터, 여자 대회는 1988년부터 열렸으며 남녀가 같은 장소에서 경기는 진행된다.